# Seznam olympijských medailistek v rychlostní kanoistice
Ženy startují na letních olympijských hrách od roku 1948 (olympiáda v Londýně). Zpočátku byly pořádány pouze soutěže v rychlostní kanoistice, v roce 1972 se závodilo poprvé i ve vodním slalomu, který byl do programu her trvale zařazen od roku 1992. 

## C1 200 metrů
| Rok      | Zlato                                            | Stříbro                                          | Bronz                              |
| LOH 2020 | Nevin Harrisonová · Spojené státy americké (USA) | Laurence Vincent-Lapointeová · Kanada (CAN)      | Ljudmyla Luzanová · Ukrajina (UKR) |
| LOH 2024 | Katie Vincentová · Kanada (CAN)                  | Nevin Harrisonová · Spojené státy americké (USA) | Yarisleidis Cirilová · Kuba (CUB)  |

## C2 500 metrů
| Rok      | Zlato                                 | Stříbro                                                     | Bronz                                                    |
| LOH 2020 | Čína (CHN) · Xu Shixiao · Sun Meng-ja | Ukrajina (UKR) · Ljudmyla Luzanová · Anastasija Četveriková | Kanada (CAN) · Laurence Vincent Lapointe · Katie Vincent |
| LOH 2024 | Čína (CHN) · Su Š'-siao · Sun Meng-ja | Ukrajina (UKR) · Ljudmyla Luzanová · Anastasija Rybačoková  | Kanada (CAN) · Sloan MacKenzieová · Katie Vincentová     |

## K1 200 metrů
| Rok                 | Zlato                                  | Stříbro                                   | Bronz                                        |
| LOH 2012            | Lisa Carringtonová · Nový Zéland (NZL) | Inna Osypenková-Radomská · Ukrajina (UKR) | Natasa Dusevová · Maďarsko (HUN)             |
| LOH 2016            | Lisa Carringtonová · Nový Zéland (NZL) | Marta Walczykiewiczová · Polsko (POL)     | Inna Osypenková-Radomská · Ázerbájdžán (AZE) |
| LOH 2020            | Lisa Carringtonová · Nový Zéland (NZL) | Teresa Portelaová · Španělsko (ESP)       | Emma Jørgensenová · Dánsko (DEN)             |
| disciplína ukončena |                                        |                                           |                                              |

## K1 500 metrů
| Rok      | Zlato                                                    | Stříbro                                                  | Bronz                                           |
| LOH 1948 | Karen Hoffová · Dánsko (DEN)                             | Alida van der Anker-Doedens · Nizozemsko (NED)           | Fritzi Schwingl · Rakousko (AUT)                |
| LOH 1952 | Sylvi Saimová · Finsko (FIN)                             | Gertrude Liebhart · Rakousko (AUT)                       | Nina Savinová · Sovětský svaz (URS)             |
| LOH 1956 | Jelizaveta Dementěvová · Sovětský svaz (URS)             | Therese Zenzová · Tým sjednoceného Německa (EUA)         | Tove Søby · Dánsko (DEN)                        |
| LOH 1960 | Antonina Seredinová · Sovětský svaz (URS)                | Therese Zenzová · Tým sjednoceného Německa (EUA)         | Daniela Walkowiak · Polsko (POL)                |
| LOH 1964 | Ljudmila Pinajevová · Sovětský svaz (URS)                | Hilde Lauer · Rumunsko (ROU)                             | Marcia Jones · Spojené státy americké (USA)     |
| LOH 1968 | Ljudmila Pinajevová · Sovětský svaz (URS)                | Renate Breuer · Západní Německo (FRG)                    | Viorica Dumitru · Rumunsko (ROU)                |
| LOH 1972 | Julija Rjabčinská · Sovětský svaz (URS)                  | Mieke Jaapiesová · Nizozemsko (NED)                      | Anna Pfeffer · Maďarsko (HUN)                   |
| LOH 1976 | Carola Zirzow · Německá demokratická republika (GDR)     | Taťjana Koršunovová · Sovětský svaz (URS)                | Klára Rajnai · Maďarsko (HUN)                   |
| LOH 1980 | Birgit Schmidtová · Německá demokratická republika (GDR) | Vanja Geševová · Bulharsko (BUL)                         | Antonina Melnikovová · Sovětský svaz (URS)      |
| LOH 1984 | Agneta Anderssonová · Švédsko (SWE)                      | Barbara Schüttpelz · Západní Německo (FRG)               | Annemiek Derckx · Nizozemsko (NED)              |
| LOH 1988 | Vanja Geševová · Bulharsko (BUL)                         | Birgit Schmidtová · Německá demokratická republika (GDR) | Izabela Dylewska · Polsko (POL)                 |
| LOH 1992 | Birgit Schmidtová · Německo (GER)                        | Rita Kőbánová · Maďarsko (HUN)                           | Izabela Dylewska · Polsko (POL)                 |
| LOH 1996 | Rita Kőbánová · Maďarsko (HUN)                           | Caroline Brunetová · Kanada (CAN)                        | Josefa Idemová · Itálie (ITA)                   |
| LOH 2000 | Josefa Idemová · Itálie (ITA)                            | Caroline Brunetová · Kanada (CAN)                        | Katrin Borchert · Austrálie (AUS)               |
| LOH 2004 | Natasa Janicsová · Maďarsko (HUN)                        | Josefa Idemová · Itálie (ITA)                            | Caroline Brunetová · Kanada (CAN)               |
| LOH 2008 | Inna Osypenková-Radomská · Ukrajina (UKR)                | Josefa Idemová · Itálie (ITA)                            | Katrin Wagner-Augustinová · Německo (GER)       |
| LOH 2012 | Danuta Kozáková · Maďarsko (HUN)                         | Inna Osypenková-Radomská · Ukrajina (UKR)                | Bridgette Hartley · Jihoafrická republika (RSA) |
| LOH 2016 | Danuta Kozáková · Maďarsko (HUN)                         | Emma Jørgensenová · Dánsko (DEN)                         | Lisa Carringtonová · Nový Zéland (NZL)          |
| LOH 2020 | Lisa Carringtonová · Nový Zéland (NZL)                   | Tamara Csipesová · Maďarsko (HUN)                        | Emma Jørgensenová · Dánsko (DEN)                |
| LOH 2024 | Lisa Carringtonová · Nový Zéland (NZL)                   | Tamara Csipesová · Maďarsko (HUN)                        | Emma Jørgensenová · Dánsko (DEN)                |

## K2 500 metrů
| Rok      | Zlato                                                                       | Stříbro                                                                  | Bronz                                                                                              |
| LOH 1960 | · Sovětský svaz (URS) · Marija Šubinová · Antonina Seredinová               | · Tým sjednoceného Německa (EUA) · Therese Zenzová · Ingrid Hartmann     | · Maďarsko (HUN) · Klára Fried-Bánfalvi · Vilma Egresi                                             |
| LOH 1964 | · Tým sjednoceného Německa (EUA) · Roswitha Esser · Annemarie Zimmermann    | · Spojené státy americké (USA) · Francine Fox · Glorianne Perrier        | · Rumunsko (ROU) · Hilde Lauer · Cornelia Sideri                                                   |
| LOH 1968 | · Západní Německo (FRG) · Roswitha Esser · Annemarie Zimmermann             | · Maďarsko (HUN) · Anna Pfeffer · Katalin Rozsnyói                       | · Sovětský svaz (URS) · Ljudmila Pinajevová · Antonina Seredinová                                  |
| LOH 1972 | · Sovětský svaz (URS) · Ljudmila Pinajevová · Jekatěrina Kuryšková          | · Německá demokratická republika (GDR) · Ilse Kaschube · Petra Grabowski | · Rumunsko (ROU) · Maria Nichiforov · Viorica Dumitru                                              |
| LOH 1976 | · Sovětský svaz (URS) · Nina Gopovová · Galina Kreftová                     | · Maďarsko (HUN) · Anna Pfeffer · Klára Rajnai                           | · Německá demokratická republika (GDR) · Bärbel Köster · Carola Zirzow                             |
| LOH 1980 | · Německá demokratická republika (GDR) · Carsta Genäuß · Martina Bischof    | · Sovětský svaz (URS) · Galina Kreftová · Nina Gopovová                  | · Maďarsko (HUN) · Éva Rakusz · Mária Zakariás                                                     |
| LOH 1984 | · Švédsko (SWE) · Agneta Anderssonová · Anna Olssonová                      | · Kanada (CAN) · Alexandra Barre · Sue Holloway                          | · Západní Německo (FRG) · Josefa Idemová · Barbara Schüttpelz                                      |
| LOH 1988 | · Německá demokratická republika (GDR) · Birgit Schmidtová · Anke Nothnagel | · Bulharsko (BUL) · Vanja Gesheva · Diana Paliiska                       | · Nizozemsko (NED) · Annemiek Derckx · Annemarie Cox                                               |
| LOH 1992 | · Německo (GER) · Ramona Portwich · Anke von Seck                           | · Švédsko (SWE) · Agneta Anderssonová · Susanne Gunnarsson               | · Maďarsko (HUN) · Rita Kőbán · Éva Dónusz                                                         |
| LOH 1996 | · Švédsko (SWE) · Susanne Gunnarsson · Agneta Anderssonová                  | · Německo (GER) · Birgit Fischerová · Ramona Portwich                    | · Austrálie (AUS) · Anna Wood · Katrin Borchert                                                    |
| LOH 2000 | · Německo (GER) · Birgit Fischerová · Katrin Wagnerová                      | · Maďarsko (HUN) · Katalin Kovács · Szilvia Szabó                        | · Polsko (POL) · Aneta Pastuszka · Beata Sokołowska                                                |
| LOH 2004 | · Maďarsko (HUN) · Katalin Kovács · Natasa Janicsová                        | · Německo (GER) · Birgit Fischerová · Carolin Leonhardt                  | · Polsko (POL) · Aneta Pastuszka · Beata Sokołowska                                                |
| LOH 2008 | · Maďarsko (HUN) · Katalin Kovács · Natasa Janicsová                        | · Polsko (POL) · Beata Mikołajczyk · Aneta Konieczna                     | · Francie (FRA) · Marie Delattre · Anne-Laure Viard                                                |
| LOH 2012 | · Německo (GER) · Franziska Weberová · Tina Dietzeová                       | · Maďarsko (HUN) · Katalin Kovácsová · Natasa Dusevová-Janicsová         | · Polsko (POL) · Beata Mikołajczyková · Karolina Najová                                            |
| LOH 2016 | · Maďarsko (HUN) · Gabriella Szabová · Danuta Kozáková                      | · Německo (GER) · Franziska Weberová · Tina Dietzeová                    | · Polsko (POL) · Karolina Najaová · Beata Mikołajczyková                                           |
| LOH 2020 | · Nový Zéland (NZL) · Lisa Carringtonová · Caitlin Regalová                 | · Polsko (POL) · Karolina Najaová · Anna Puławskaová                     | · Maďarsko (HUN) · Danuta Kozáková · Dóra Bodonyiová                                               |
| LOH 2024 | · Nový Zéland (NZL) · Lisa Carringtonová · Alicia Hoskinová                 | · Maďarsko (HUN) · Tamara Csipesová · Alida Dóra Gazsová                 | · Německo (GER) · Paulina Paszeková · Jule Hakeová · Maďarsko (HUN) · Noémi Puppová · Sára Fojtová |

## K4 500 metrů
| Rok      | Zlato | Stříbro                                                                                      | Bronz                                                                                              |
| LOH 1984 | · Rumunsko (ROU) · Agafia Constantin · Nastasia Ionescu · Tecla Marinescu · Maria Ştefan                     | · Švédsko (SWE) · Agneta Anderssonová · Anna Olssonová · Eva Karlsson · Susanne Wiberg       | · Kanada (CAN) · Alexandra Barre · Lucie Guay · Sue Holloway · Barbara Olmstead                    |
| LOH 1988 | · Německá demokratická republika (GDR) · Birgit Schmidtová · Anke Nothnagel · Ramona Portwich · Heike Singer | · Maďarsko (HUN) · Erika Géczi · Erika Mészáros · Éva Rakusz · Rita Kőbán                    | · Bulharsko (BUL) · Vanja Gesheva · Diana Paliiska · Ogniana Petkova · Borislava Ivanova           |
| LOH 1992 | · Maďarsko (HUN) · Rita Kőbán · Éva Dónusz · Erika Mészáros · Kinga Czigány                                  | · Německo (GER) · Katrin Borchert · Ramona Portwich · Birgit Schmidtová · Anke Von Seck      | · Švédsko (SWE) · Anna Olssonová · Agneta Anderssonová · Maria Haglund · Susanne Rosenqvist        |
| LOH 1996 | · Německo (GER) · Anett Schuck · Birgit Fischerová · Manuela Mucke · Ramona Portwich                         | · Švýcarsko (SUI) · Gabi Müller · Ingrid Haralamow · Sabine Eichenberger · Daniela Baumer    | · Švédsko (SWE) · Susanne Rosenqvist · Anna Olssonová · Ingela Ericsson · Agneta Anderssonová      |
| LOH 2000 | · Německo (GER) · Birgit Fischerová · Manuela Mucke · Anett Schuck · Katrin Wagnerová                        | · Maďarsko (HUN) · Rita Kőbán · Katalin Kovács · Szilvia Szabó · Erzsébet Viski              | · Rumunsko (ROU) · Raluca Ioniţă · Mariana Limbău · Elena Radu · Sanda Toma                        |
| LOH 2004 | · Německo (GER) · Birgit Fischerová · Maike Nollen · Katrin Wagnerová · Carolin Leonhardt                    | · Maďarsko (HUN) · Katalin Kovács · Szilvia Szabó · Erzsébet Viski · Kinga Bóta              | · Ukrajina (UKR) · Inna Osypenková · Tetyana Semykina · Hanna Balabanova · Olena Cherevatova       |
| LOH 2008 | · Německo (GER) · Fanny Fischer · Nicole Reinhardt · Katrin Augustinová · Conny Waßmuth                      | · Maďarsko (HUN) · Katalin Kovács · Gabriella Szabó · Danuta Kozáková · Natasa Janicsová     | · Austrálie (AUS) · Lisa Oldenhof · Hannah Davis · Chantal Meek · Lyndsie Fogarty                  |
| LOH 2012 | · Maďarsko (HUN) · Kristina Fazekas · Katalin Kovács · Danuta Kozáková · Gabriella Szabó                     | · Německo (GER) · Tina Dietze · Carolin Leonhardt · Katrin Augustinová · Franziska Weber     | · Bělorusko (BLR) · Volha Khudzenka · Iryna Pamialova · Nadzeya Papok · Maryna Pautar              |
| LOH 2016 | · Maďarsko (HUN) · Gabriella Szabó · Danuta Kozáková · Tamara Csipes · Krisztina Fazekas                     | · Německo (GER) · Sabrina Hering · Franziska Weber · Steffi Kriegerstein · Tina Dietze       | · Bělorusko (BLR) · Marharyta Makhneva · Nadzeya Liapeshka · Volha Khudzenka · Maryna Litvinchuk   |
| LOH 2020 | · Maďarsko (HUN) · Danuta Kozáková · Tamara Csipesová · Anna Kárászová · Dóra Bodonyiová                     | · Bělorusko (BLR) · Marharyta Makhneva · Nadzeya Papok · Volha Khudzenka · Maryna Litvinchuk | · Polsko (POL) · Karolina Najaová · Anna Puławskaová · Justyna Iskrzyckaová · Helena Wiśniewskaová |
| LOH 2024 | · Nový Zéland (NZL) · Lisa Carringtonová · Alicia Hoskinová · Olivia Brettová · Tara Vaughanová              | · Německo (GER) · Paulina Paszeková · Jule Hakeová · Pauline Jagschová · Sarah Brüßlerová    | · Maďarsko (HUN) · Noémi Puppová · Sára Fojtová · Tamara Csipesová · Alida Dóra Gazsová            |